# Max Georg Huber
Max Georg Huber (* 25. Juni 1937 in Freiburg im Breisgau; † 20. März 2017 in Bonn) war ein deutscher Physiker. Er war Professor an der Universität Erlangen-Nürnberg und an der Universität Bonn; als deren Rektor amtierte er von 1992 bis 1997. Huber war langjähriger Vizepräsident des Deutschen Akademischen Austauschdienstes (DAAD).

## Leben
Max Huber besuchte von 1948 bis 1957 das neusprachliche Gymnasium in Überlingen und machte dort 1957 das Abitur. Nach dem Studium der Mathematik und Physik an der Albert-Ludwigs-Universität Freiburg machte er 1962 sein Diplom und promovierte zwei Jahre später bei Hans Marschall mit einer Arbeit aus der theoretischen Physik. Nach Assistententätigkeiten in Freiburg und Frankfurt sowie Forschungsaufenthalten in den USA habilitierte er sich 1968 an der Johann Wolfgang Goethe-Universität Frankfurt am Main mit einer Arbeit aus der theoretischen Vielteilchenphysik. 
Nach einer Lehrstuhlvertretung an der Universität Heidelberg (1968/69) lehrte Huber von 1969 bis 1983 als ordentlicher Professor für Theoretische Physik an der Universität Erlangen-Nürnberg. Anschließend war er bis zur Emeritierung 2002 Ordinarius für Theoretische Kernphysik an der Universität Bonn und Direktor des von Konrad Bleuler 1960 gegründeten Instituts für Theoretische Kernphysik, dem heutigen Helmholtz-Institut für Strahlen- und Kernphysik der Bonner Universität.
Mehrere Forschungsaufenthalte führten ihn zwischen 1970 und 1992 unter anderem an das MIT, nach Los Alamos und an das Institut Laue-Langevin in Grenoble. Hubers Nachfolger in Bonn wurde Ulf-G. Meißner, der bis dahin für die Kernforschungsanlage Jülich tätig war. 
Von 1988 bis 1992 war er Vizerektor und von 1992 bis 1997 Rektor der Universität Bonn. Von 1996 bis 2011 hatte er außerdem die Vizepräsidentschaft des Deutschen Akademischen Austauschdienstes (DAAD) inne. Von Februar bis Juni 2010 und noch einmal von Februar bis Dezember 2011 leitete er den DAAD als kommissarischer Präsident. Seit 1998 war er 'Beauftragter der Bundesregierung für das Internationale Hochschulmarketing'; von 2000 bis 2006 war er zudem deutscher Vertreter im NATO Science Committee.
Huber war Mitgründer des Bonner Universitätsclubs, deren Vorsitzender von 2002 bis 2013. Er engagierte sich zudem im Lions-Club Bonn-Bad Godesberg.
Max Huber war verheiratet mit Marianne geb. Klepper; aus der Ehe stammte ein Sohn. Beigesetzt ist Huber auf dem Friedhof Röttgen (Bonn).

## Ehrungen und Auszeichnungen
- Ehrendoktorwürde der naturwissenschaftlichen Fakultät der Universität Istanbul (1993)
- Verdienstorden der Italienischen Republik („Commendatore“ 1994, „Grande Ufficiale“ 2003)
- Französischer Verdienstorden Ordre national du Mérite („L‘Officier“, 1994)
- Venezolanischer Verdienstorden „Andres Bello“ (Bande de Honor, 1999)
- Ehrendoktorwürde der University of New South Wales in Sydney (2001)
- Bundesverdienstkreuz 1. Klasse des Verdienstordens der Bundesrepublik Deutschland (2012)[4]
- Maecenas-Medaille des Universitätsclubs Bonn